# Winfried Grupp
Winfried Grupp (* 5. Juni 1936 in Schwäbisch Gmünd; † 17. November 2003 in Auenwald-Lippoldsweiler) war ein deutscher Jurist.

## Leben
Grupp wurde 1966 an der Eberhard Karls Universität Tübingen zum Doktor der Rechte promoviert. Er war Mitglied der katholischen Studentenverbindung KStV Alamannia Tübingen im KV. Er war als Rechtsanwalt tätig.
1991 wurde Grupp als Nachfolger von Thomas Rösslein zum Direktor des Landtags von Baden-Württemberg berufen. Dieses Amt hatte er bis zu seinem Eintritt in den Ruhestand am Ende Juni 2001 inne. Ihm folgte Eberhard Leibing nach.

## Ehrungen und Auszeichnungen
- 1997: Bundesverdienstkreuz am Bande[5]

## Werke
- Sozialisierung und Mitbestimmung. Tübingen, 1966.